# Sagar (district)
Sagar is een district van de Indiase staat Madhya Pradesh. Het district telt 2.021.783 inwoners (2001) en heeft een oppervlakte van 10.252 km².
Hoofdstad: Bhopal
Districten: